# Bruno Spampanato
Bruno Spampanato (Salerno, 5 agosto 1902 – Roma, 3 febbraio 1960) è stato un giornalista e politico italiano, nel 1943 fu tra i protagonisti della preparazione del Manifesto di Verona, una bozza di Costituzione per la Repubblica Sociale Italiana.

## Biografia

### La gioventù e l'adesione al Fascismo
Nacque da una famiglia di tradizioni e sentimenti risorgimentali: suo nonno materno fu al fianco di Giuseppe Garibaldi in Sicilia e partecipò alla battaglia di Calatafimi, mentre suo padre, Vincenzo Spampanato, fu uno storico della filosofia amico di Croce e Gentile.
Nel 1919 aderisce ai Fasci italiani di combattimento, a soli diciassette anni, identificando in esso, unitamente all'Interventismo, la prosecuzione ideale del Risorgimento. L'anno seguente inizia a collaborare a L'Idea Nazionale di Enrico Corradini e Luigi Federzoni. Sempre il medesimo anno le sue collaborazioni si estendono a Il Mattino e a Il Popolo d'Italia, nonché a diverse riviste straniere. Nel 1922 partecipò al congresso del Partito Nazionale Fascista di Napoli e alla successiva Marcia su Roma.
Nel 1924 si laurea in giurisprudenza, avviandosi anche alla professione forense e contemporaneamente si dedica a studi storici ed economici. Nonostante questi impegni fra 1924 e 1926 pubblica tre opere: Divenire fascista, Le origini e lo sviluppo del Fascismo e Un bilancio di partito.

### Un fascista di sinistra
Nel 1926 si dedica definitivamente al giornalismo, prendendo la direzione del quotidiano napoletano Lo Stato ma contemporaneamente si interessa anche ai problemi giuslavoristi e sindacali: nel 1930, così, diviene dirigente dell'Unione dei Lavoratori dell'Agricoltura di Avellino. Esponente del fascismo di sinistra, suscitò una vivace polemica un suo articolo pubblicato sulla rivista Critica fascista del giugno 1930 intitolato "Equazioni rivoluzionarie: dal bolscevismo al fascismo" in cui sosteneva che le particolari peculiarità del popolo russo avessero originato dopo la rivoluzione d'ottobre un regime di transizione che nella sua fase più compiuta necessariamente sarebbe poi sfociato in una sorta di fascismo orientale. Infatti entrambi i regimi, sia quello russo che quello italiano, erano scaturiti da una situazione rivoluzionaria ma, nel particolare caso italiano, la Rivoluzione fascista che traeva origine dal Risorgimento aveva trovato la sua completezza ottenendo l'ampio appoggio popolare che era invece, precedentemente, mancato ai moti risorgimentali. Il dibattito nato intorno all'articolo di Spampanato si protrasse per più di un anno e vide su opposte sponde intellettuali vicini alla sinistra fascista come Sergio Panunzio che vide nella rivoluzione fascista e in quella russa "la diagonale del contatto storico delle due grandi rivoluzioni moderne" e gli intellettuali bottaiani di matrice più conservatrice che non accettavano eccessive derive a sinistra.
Fu fautore del corporativismo fascista, sosteneva che la dannunziana Carta del Carnaro ne fosse antesignana.
Nel 1932 fonda le riviste La Montagna e Politica Nuova e fra 1932 e 1935 pubblica i volumi Discorsi al popolo, La politica finanziaria della Destra storica, Popolo e Regime, Idee e baionette e infine il saggio polemico Democrazia fascista.
Fra 1935 e 1942 pubblica ancora molti libri, fra cui L'Italia di noi e Uomini nel tempo.
Nell'ambito della sua attività giuslavorista e sindacale, nel 1941 viene nominato segretario nazionale della Confederazione dei Lavoratori del Commercio, pur continuando la carriera di scrittore coi volumi Dentro la Storia, Luce ad occidente, Perché questa guerra. Parte quindi volontario in guerra.

### La Repubblica Sociale Italiana
Dopo l'armistizio dell'8 settembre 1943, come gran parte della sinistra fascista, si schiera immediatamente con la Repubblica Sociale Italiana, per la quale si presenta anche volontario per l'arruolamento militare. Tra 1943 e 1944, dirige a Roma Il Messaggero e pubblica - sempre nella Capitale - A Roma si vive così. A Roma affianca alla sua attività di giornalista quella di direttore di Radio Fante, che trasmetteva programmi radiofonici destinati ai soldati italiani.
Nell'ottobre 1943 è tra i protagonisti della stesura della bozza per una Costituzione della Repubblica Sociale Italiana in cui propone di indire un'assemblea costituente aperta anche alle forze politiche prefasciste, nonché alle formazioni sorte durante il governo Badoglio.
È fra gli ultimi ad abbandonare Roma poco prima dell'occupazione alleata il 4 giugno 1944 riuscendo a trasferire la radio al nord. A Milano viene impiegato presso i comandi della Xª Flottiglia MAS dove, a partire dal 1945, dirige il settimanale della Xª L'Orizzonte e quindi al Comando Supremo. L'Orizzonte nasce nel gennaio 1945, dopo aver raccolto l'eredità de La Cambusa di Pasca Piredda; ne usciranno solamente tre numeri: l'ultimo a febbraio.
Durante la Repubblica Sociale Italiana Spampanato è oggetto di numerosi attacchi e minacce di morte da parte delle radio alleate (Radio Bari in particolare) e del governo del Regno del Sud ed è considerato uno degli uomini più influenti della RSI, partecipando attivamente alla stesura dei Punti di Verona e restando vicino a Mussolini fino alla fine, raccogliendone anche interviste e confidenze.
Il 25 aprile 1945, in previsione della caduta della Repubblica Sociale, Spampanato insieme a venti uomini della Xª MAS, raggiunse la sede di Radio Fante in via Rovani per lanciare l'ultimo messaggio. Spampanato invitò tutti i soldati della RSI a non sbandarsi ma ad aspettare gli eserciti Alleati in armi per arrendersi a questi ultimi poiché pur nella sconfitta si sarebbe salvato l'onore. Fu l'ultima trasmissione radio della Repubblica Sociale Italiana.

### Deputato del MSI
Con la fine della guerra Spampanato viene sottoposto ad epurazione e incarcerato. Liberato il 21 maggio 1947 in seguito all'amnistia Togliatti, aderisce al Movimento Sociale Italiano. Fra il 1949 e il 1951 scrive il Contromemoriale, pubblicato prima a puntate, su L'Illustrato, in forma incompleta, poi apparso in edizione integrale negli anni successivi (1951-1952). L'anno precedente - per un breve periodo - è stato il primo direttore de Il Secolo d'Italia. Negli anni del dopoguerra fonda e dirige i periodici Sud illustrato, Noi e La Voce.
Nelle file del MSI viene eletto deputato alla Camera nel 1953 in Campania. Già legato alla "sinistra fascista", all'interno del Movimento Sociale Italiano sostenne la linea socialista-nazionale contrapposta a quella atlantica della destra missina, e per la quale al termine del IV congresso nazionale svoltosi a Viareggio nel 1954, viene eletto nella Direzione nazionale del partito. Resta in Parlamento fino al 1958.
Muore nel 1960: alla Camera dei Deputati la sua scomparsa raccoglie il cordoglio dei gruppi parlamentari del MSI, della Democrazia Cristiana, dei Liberali e del Partito Democratico Italiano, oltre che del governo allora in carica.

## Opere
- Divenire fascista
- Le origini e lo sviluppo del Fascismo
- Un bilancio di partito
- Discorsi al popolo
- La politica finanziaria della Destra storica
- Luci ed ombre del secolo
- Trent'anni
- Popolo e regime, Bologna, Cappelli, 1932.
- Idee e baionette
- Democrazia fascista
- L'Italia di noi
- Uomini nel tempo
- Dentro la Storia
- Luce ad occidente
- Perché questa guerra
- A Roma si vive così, Milano-Verona, Mondadori, 1944.
- Vita intima dei partiti nell'Italia occupata, Milano-Verona, Mondadori, 1945.
- Contromemoriale